# Surviving Christmas
Surviving Christmas is een Amerikaanse speelfilm uit 2004 onder regie van Mike Mitchell.

## Verhaal
Als de rijke Drew Latham gedumpt wordt door zijn vriendin lijkt het erop dat Drew opnieuw de kerstdagen in zijn eentje moet doorbrengen. Maar op advies van zijn therapeut gaat hij terug naar het huis waar hij vroeger met zijn ouders heeft gewoond. Drew besluit nu om het gezin, dat nu in het huis woont, een groot geldbedrag te betalen als ze tijdens de kerst willen doen alsof ze zijn familie zijn.

## Rolverdeling
- Ben Affleck - Drew Latham
- James Gandolfini - Tom Valco
- Christina Applegate - Alicia Valco
- Catherine O'Hara - Christine Valco
- Josh Zuckerman - Brian Valco
- Bill Macy - Doo-Dah
- Jennifer Morrison - Missy Vanglider
- Udo Kier - Heinrich
- David Selby - Horace Vanglider
- Stephanie Faracy - Letitia Vanglider
- Stephen Root - Dr. Freeman
- Sy Richardson - Doo-Dah Understudy
- Tangie Ambrose - Kathryn
- John 'B.J.' Bryant - Cabbie
- Peter Jason - Suit